# Genoa (Nebraska)
Genoa je grad u američkoj saveznoj državi Nebraska. Prema popisu stanovništva iz 2010. u njemu je živjelo 1,003 stanovnika.